# Христофор Книтис
Христофор (на гръцки: Χριστόφορος, Христофорос) е гръцки духовник, митрополит на Цариградската патриаршия.

## Биография
Роден е с името Харидимос Книтис (Χαρίδημος Κνίτης) в 1872 година във Вати, столицата на автономното Самоско княжество в семейството на Харидимос и Фиорица Фока. Учи в Питагоровата гимназия на Самос, в Атинския университет и в Халкинската семинария, която завършва в 1898 година. Ръкоположен е за дякон на 19 юли 1898 година от митрополит Константин Родоски и приема името Христофор. Става преподавател в Питагоровата гимназия на Самос. В 1905 година заминава за една година да учи богословие и английски в Университета на Сейнт Андрюс в Шотландия, а по-късно в Оксфордския университет, който завършва в 1909 г. Магистърската му теза „Свещенослужението и връзката му с брака в Светата източноправославна църква“ (The sacred ministry and its relation to marriage in the Holy Eastern Orthodox Church) е публикувана на следната година в „Джърнъл ъв Тиолоджикъл Стадис“. Връща се в Цариград и работи като архивист и редактор на патриаршеското списание „Еклисиастики Алития“. На 23 април 1910 г. е ръкоположен за свещеник от патриарх Йоаким III Константинополски, издигнат в архимандрит и на 12 декември в патриаршеския храм „Свети Георги“ е ръкоположен за титулярен ставруполски епископ. На 9 октомври 1918 година е избран за серски митрополит. В Сяр подпомага настаняването на хилядите бежанци от Мала Азия. В 1924 година Вселенската патриаршия създава Австралийската и Новозеландска епархия и назначава митрополит Христофор като неин глава. Христофор пристига в Австралия на 8 юли 1924 г. и се сблъсква с архимандрит Ириней Касиматис, който пише остри статии срещу него в местната гръцка преса. Разделението в общността прави положението му неудържимо и през февруари 1928 година той е отзован в Гърция. Христофор става титулярен визенски и мидийски митрополит и прекарва остатъка от живота си на Самос, където умира на 7 август 1958 г.